# Glutetimida
Glutetimida é um sedativo hipnótico que foi introduzido pela Ciba em 1954 como uma alternativa segura para barbituratos para tratar insônia. Em pouco tempo, no entanto, ficou claro que a glutetimida era capaz de causar dependência e causar similarmente graves sintomas de síndrome de abstinência. Doriden foi a versão de marca da droga; também estava disponível sob as marcas Elrodorm, Noxyron, Glimid e outras. Ambos os formulários genéricos e de marca são muito raramente prescritos hoje. Níveis de produção atuais nos Estados Unidos (a cota anual de fabricação imposta pelo DEA tem sido três gramas, suficiente para seis comprimidos de Doriden, por vários anos) apontam para somente estar sendo usada em pesquisas de pequena escala.

## Uso a longo prazo
Os efeitos de repercussão de uso a longo prazo, que se assemelham aos observados na abstinência, foram descritos de forma anedótica em pacientes que ainda estavam tomando uma dose estável da droga. Os sintomas incluem delirium, halucinose, convulsões e febre.